# Məhəmməd Əmin Rəsulzadə
Məhəmməd Əmin Rəsulzadə, /mæmˈmæd æˈmin ɾæsulzɑːˈdæ/, tur. Mehmed Emin Resulzade (ur. 31 stycznia 1884 w Novxanı, zm. 6 marca 1955 w Ankarze) – azerski i muzułmański publicysta, pisarz i działacz narodowy.

## Życiorys
Pochodził z religijnej rodziny muzułmańskiej. Jego ojciec, Hadży Molla Alekper był szyickim mułłą. Ukończył rosyjsko-tatarską szkołę średnią, następnie studiował w Bakijskiej Szkole Technicznej, jednak jej nie ukończył (prawdopodobnie z przyczyn materialnych). W 1903, w czasie nauki szkolnej założył tajną organizację młodzieżową, która sprzeciwiała się rusyfikacji i popularyzowała język azerbejdżański, a także zajmowała się propagandą antycarską w środowiskach robotniczych. Zetknął się wówczas z Józefem Stalinem, który działał w Baku w szeregach bolszewików. Od 1903 publikował w prasie lokalnej (Szergi-Rus, organ socjaldemokratów azerbejdżańskich i ormiańskich Devet-Gocz, Tereggi, Joldasz, Fujuzat, Wolna, organ socjalistów Tekamul). Głosił poglądy lewicowe, godząc jednak idee socjalistyczne z szyizmem, w swych publikacjach zajmował się także relacjami ormiańsko-azerbejdżańskimi, wzywając do pokojowego współistnienia tych narodów, a także kwestiami edukacji i szkolnictwa oraz reform religijnych w świecie muzułmańskim. Współpracował, a przez krótki czas przewodniczył muzułmańskiemu towarzystwu kulturalno-oświatowemu "Nidżat", w ramach którego angażował się w walkę w analfabetyzmem, wspierał także szkoły wieczorne, w których prowadzono lekcje religii i języka ojczystego. Wobec nasilenia się od 1907 represji politycznych i antydemokratycznych w Imperium Rosyjskim wyjechał na przełomie 1908 i 1909 do Iranu, jako korespondent gazety Tereggi.
Od 1909 był redaktorem i publicystą dziennika Iran-e Nou, w 1910 został jednym z założycieli socjalistycznej Demokratycznej Partii Iranu, był członkiem jej Komitetu Centralnego, a jego gazeta została organem prasowym tej partii. Pozostawał w tym czasie panislamistą, głosił także poglądy antyrosyjskie, widząc w tym kraju zagrożenie dla irańskiego ruchu reformatorskiego. Pod wpływem rosyjskich żądań wydalenia go z Iranu, wyjechał w maju 1911 do Stambułu. Tam przyłączył się do ruchu Ognisk Tureckich, które zajmowały się popularyzacją kultury i języka tureckiego, na łamach pisma Turk Jurdu przybliżał zagadnienia Türków irańskich. Zetknął się wówczas z Ziyą Gökalpem, pod wpływem którego zainteresował się ideami nacjonalizmu turkijskiego. W 1913 wrócił do Baku, korzystając z amnestii ogłoszonej z okazji 300-lecia rządów dynastii Romanowów. Tam wstąpił do partii Musawat, szybko zostając jej liderem. Przeorientował jej program z idei panislamistycznych na türkizm, tak, że Musawat stała się wyrazicielem narodowej koncepcji Azerbejdżanu. Od 1915 wydawał za zgodą władz rosyjskich pismo Aczyg Soz, w którym w ostrożnej formie formułował kwestie azerbejdżańskiej odrębności narodowej.
W marcu 1917 został zastępcą przewodniczącego Komitetu Tymczasowego Bakijskich Muzułmańskich Organizacji Społecznych. W kwietniu tegoż roku wziął udział w Baku w zjeździe miejscowych muzułmańskich organizacji politycznych. Tam opowiedział się za zasadą samostanowienia narodów, domagając się ukształtowania ustroju przyszłej Rosji jako federacji respektującej narodowo-terytorialną autonomię. W maju 1917 uczestniczył w I Ogólnorosyjskim Zjeździe Muzułmanów w Moskwie, ponownie opowiadając się za Rosją jako demokratyczną republiką federacyjną. Sformułowana przez niego rezolucja została przyjęta przez zjazd większością 446 przeciwko 276 głosów. W październiku 1917 został przewodniczącym Turkijskiej Demokratycznej Partii Musawat, która powstała ze zjednoczenia dotychczasowej partii Musawat z Partią Tureckich Federalistów. Na tym stanowisku opowiadał się za dążeniem do państwa narodowego, bez komponentu wyznaniowego. W listopadzie 1917 został wybrany posłem do rosyjskiej Konstytuanty, a po jej likwidacji przez bolszewików został w styczniu 1918 deputowanym do Sejmu Zakaukaskiego, który pod presją Turcji ogłosił w kwietniu 1918 powstanie Zakaukaskiej Demokratycznej Republiki Federacyjnej. Następnie został członkiem delegacji reprezentującej ZDRF w rozmowach z Turcją, państwo rozpadło się jednak już w maju 1918, wobec sprzecznych aspiracji gruzińskich, ormiańskich i azerbejdżańskich. 27 maja 1918 stanął jako marszałek na czele nowo powstałej Azerbejdżańskiej Rady Narodowej, która dzień później ogłosiła niepodległość Azerbejdżanu. W tej roli zgodził się pod presją turecką na rozwiązanie rady w czerwcu 1918, uważając wpływy tureckie za mniejsze zło w stosunku do zagrożenia okupacją bolszewicką. Jeszcze w tym samym miesiącu wyjechał z misją dyplomatyczna do Stambułu, w istocie jednak władze tureckie chciały w ten sposób odsunąć od bieżącego wpływu na sytuację w Azerbejdżanie. Powrócił do kraju w październiku 1918, a w listopadzie tegoż roku stanął na czele reaktywowanej Rady Narodowej. Podczas inauguracyjnej sesji parlamentu w dniu 7 grudnia 1918 wypowiedział słowa "Flaga raz podniesiona nigdy nie zostanie opuszczona", co przeszło do historii Azerbejdżanu. W parlamencie i nowo powstałym rządzie nie pełnił żadnych funkcji. Zajmował się natomiast działalnością dziennikarską - w organie Musawatu - Istiglal oraz gazecie rządowej Azerbejdżan. W grudniu 1919 został ponownie wybrany przewodniczącym swojej partii. Po przewrocie bolszewickim w kwietniu 1920 ukrywał się, najpierw w Baku, następnie w miejscowości Lahicz, tam w sierpniu 1920 został aresztowany. W więzieniu w Baku odwiedził go Józef Stalin, proponując mu wyjazd do Moskwy. Jesienią 1920 znalazł się tym mieście, tam pracował jako wykładowca języka rosyjskiego i perskiego w Instytucie Języków Wschodnich, odmówił natomiast przyjęcia funkcji przewodniczącego Ogólnorosyjskiego Towarzystwa Naukowego Orientalistycznego. W 1922 wyjechał potajemnie do Finlandii, skąd przez Niemcy i Francję udał się do Stambułu.
W Stambule przebywał od wiosny 1922, tam stanął na czele powołanego przez siebie Biura Zagranicznego partii Musawat. Od 1923 był nieoficjalnym, a od 1926 oficjalnym właścicielem i wydawcą pisma Jeni Kafkasja, zamkniętego pod presją dyplomacji sowieckiej jesienią 1927. Od 1 lutego 1928 wydawał jednak kolejne pismo Azeri Turk, zamknięte w lutym 1930, zaś od marca 1929 miesięcznik Odlu Jurt (zamknięte w 1931). W 1925 wydał książkę Sytuacja polityczna w Rosji. Od listopada 1926 uczestniczył w pracach Komitetu Niepodległości Kaukazu, inspirowanego przez polskich polityków prometejskich, w jego ramach kierował Sekretariatem Generalnym Azerbejdżańskiego Centrum Narodowego powstałego w lutym 1927. W tej roli decydował m.in. o rozdzielaniu środków finansowych wśród emigracji azerbejdżańskiej, pochodzącej od polskiego Ministerstwa spraw Zagranicznych. Władze tureckie dawały mu jednak do zrozumienia, że będą mu przychylne jedynie pod warunkiem zaniechania otwartej agitacji antysowieckiej. W związku z tym, najprawdopodobniej na początku 1930 wyjechał do Polski. Jego próby powrotu do Turcji w latach 30. zakończyły się odmową wizy.
W Polsce pozostawał orędownikiem idei prometejskiej. uczestniczył w pracach warszawskiego Klubu Prometeusz. W latach 1932-1934 wydawał ukazującą się Berlinie gazetę Istiklal, od 1934 do 1939 miesięcznik Kurtulusz. Pisma te wychodziły w Niemczech, gdyż przebywały tam największe skupiska emigracyjne, były natomiast finansowane przez polskie MSZ i wywiad. Jego głównym miejscem zamieszkania była Warszawa, podróżował jednak często do Francji i Niemiec. Posiadał paszport nansenowski. W 1934 był sygnatariuszem przygotowanej przez polskich działaczy prometejskich Konfederacji Kaukaskiej, której celem był polityczno-ekonomiczny sojusz krajów kaukaskich. W 1935 został członkiem prezydium Rady Konfederacji z ramienia Azerbejdżanu (organ ten zastąpił Komitet Niepodległości Kaukazu). Należał do założycieli powstałego w 1936 Zjednoczenia krajów turkijskich ciemiężonych przez Rosję. W 1938 wydał książkę Azerbejdżan w walce o niepodległość. 
Po wybuchu II wojny światowej wyjechał do Rumunii, ewakuowany z grupą liderów prometejskich przez polski wywiad. W maju 1942 przyjechał do Berlina na zorganizowane przez niemieckie MSZ spotkanie działaczy emigracyjnych. Latem 1942 stanął na czele kontrolowanego przez Niemcy i nie posiadającego uprawnień decyzyjnych Azerbejdżańskiego Komitetu Narodowego, mającego jedynie funkcje doradcze. W sierpniu 1943 podał się do dymisji rozczarowany brakiem niemieckich gwarancji, co do przyszłości swojego kraju i powrócił do Bukaresztu. Zagrożony zatrzymaniem przez władze sowieckie wyjechał w 1944 do Jugosławii, następnie do Węgier i Wiednia. W kwietniu 1945 znalazł się amerykańskiej strefie okupacyjnej w Niemczech, a latem 1947 zamieszkał w Turcji. Tam był honorowym członkiem powstałego w 1949 Azerbejdżańskiego Koła Kulturalnego, od 1952 był głównym publicystą i faktycznym redaktorem naczelnym pisma Azerbajdżan Dergisi. W tym samym roku uczestniczył w ogólnokaukaskiej konferencji w Monachium sprzeciwiającej się amerykańskim próbom konsolidacji antysowieckiej opozycji, w których założeniu było traktowanie kwestii Azerbejdżanu i innych narodów nierosyjskich jako wewnętrznej sprawy Rosji. Głos Ameryki wyemitował w 1951 i 1953 jego orędzia do narodu w rocznice niepodległości Republiki Azerbejdżanu.

## Życie prywatne
Pierwszy ożenił się ze swoją kuzynką Ummul-Banu. Z małżeństwa tego miał czworo dzieci. Rodziny nie zobaczył już nigdy po 1922, a jego żona zmarła w 1940 wywieziona do Kazachstanu. Jeden z synów został rozstrzelany w 1938. Pozostałe dzieci zostały wywiezione do Kazachstanu, tam w 1944 zmarła jego starsza córka. Druga z córek powróciła po wojnie do Baku, gdzie jednak zaginęła. Drugi syn pozostał po II wojnie światowej w Kazachstanie. Rəsulzadə ożenił się drugi raz w Polsce, z Wandą Różańską, która od 1940 mieszkała z nim w Rumunii, a 1947 wyjechała z nim do Turcji i zmarła tam w 1974. Z małżeństwa tego nie miał dzieci. 
Zmarł na cukrzycę. Gdy umierał ostatnimi jego słowami były Azərbaycan… Azərbaycan… Azərbaycan….
Został pochowany na cmentarzu Cebeci Asri w Ankarze. 

## Twórczość literacka
- „Tanghid-e ferghe-je etedalijjun” (1910 Teheran)
- „Sa’adat-e baszar” (1911 Ardabil)
- „Acı bir həyat” (1912 Baku)
- „Şekli-İdare Hakkında İki Bakış” (1917 Moskwa)
- „Bizə hansı hökümət yararlıdır” (1917 Baku)
- „Azərbaycan Cumhuriyeti Keyfiyet-i Teşekkülü ve İndiki Veziyyeti” (1923 Stambuł)
- „Esrimizin Siyavuşu” (1925 Stambuł)
- „İstiqlal Mefkuresi ve Gençlik” (1925)
- „Azərbaycan Misak-ı Millisi” (1927)
- „Kafkasya Türkleri” (1928 Stambuł)
- „Milliyetçilik ve Bolşevizm” (1928)
- „O panturanizmie w swazi s kawkazskoj problemoj” (1930 Paryż)
- „Das Problem Aserbeidschan” (1938 Berlin)
- „Azerbajdżan w walce o niepodległość” (1938 Warszawa)
- „Azerbaycan'ın Kültür Gelenekleri” (1949 Ankara)
- „Çağdaş Azerbaycan Edebiyatı” (1950 Ankara)
- „Çağdaş Azerbaycan Tarihi” (1951 Ankara)
- „Azərbaycan şairi Nizami” (1951 Ankara)